# Brand-Erbisdorf
Brand-Erbisdorf é um município da Alemanha, situado no distrito de  Mittelsachsen, no estado da Saxônia. Tem 46,24 km² de área, e sua população em 2019 foi estimada em 9.337 habitantes.